# Botrychium neglectum
Botrychium neglectum là một loài dương xỉ trong họ Ophioglossaceae. Loài này được Alph. Wood mô tả khoa học đầu tiên năm 1847.
Danh pháp khoa học của loài này chưa được làm sáng tỏ. 